# Vișina (okręg Aluta)
Vișina – wieś w Rumunii, w okręgu Aluta, w gminie Vișina. W 2011 roku liczyła 2930 mieszkańców.